# Kianna Underwood
Kianna Underwood, född 28 november 1992 i New York, är en amerikansk före detta skådespelerska. Hon är mest känd för att ha varit programledare för serien All that 2005.